# Tondanotettix
Tondanotettix is een geslacht van rechtvleugeligen uit de familie doornsprinkhanen (Tetrigidae). De wetenschappelijke naam van dit geslacht is voor het eerst geldig gepubliceerd in 1928 door Willemse.

## Soorten
Het geslacht Tondanotettix omvat de volgende soorten:
- Tondanotettix brevis Haan, 1842
- Tondanotettix dorreus Hancock, 1909
- Tondanotettix modestus Günther, 1937